# Танцуващият с вълци
„Танцуващият с вълци“ (на английски: Dances with Wolves) е американски филм от 1990 г. на режисьора Кевин Костнър. Сценарият, написан от Майкъл Блейк, се основава на неговия едноименен роман от 1988 г. През 2007 г. филмът е включен в Националния филмов регистър на САЩ.

## Награди и номинации
| Категория                          | Номиниран(и)              | Резултат                |
| Оскар (25 март 1991 г.)            | Оскар (25 март 1991 г.)   | Оскар (25 март 1991 г.) |
| ---------------------------------- | ------------------------- | ----------------------- |
| Най-добър филм                     | Най-добър филм            | награда                 |
| Най-добър филмов монтаж            | Най-добър филмов монтаж   | награда                 |
| Най-добър звук                     | Най-добър звук            | награда                 |
| Най-добър режисьор                 | Кевин Костнър             | награда                 |
| Най-добър адаптиран сценарий       | Майкъл Блейк              | награда                 |
| Най-добра кинематография           | Дийн Семлър               | награда                 |
| Най-добра филмова музика           | Джон Бари                 | награда                 |
| Най-добри декори                   | Най-добри декори          | номинация               |
| Най-добри костюми                  | Най-добри костюми         | номинация               |
| Най-добра мъжка роля               | Кевин Костнър             | номинация               |
| Най-добра поддържаща мъжка роля    | Греъм Грийн               | номинация               |
| Най-добра поддържаща женска роля   | Мери Макдонъл             | номинация               |
| Награда на БАФТА (1992 г.)         |                           |                         |
| Най-добър филм                     | Най-добър филм            | номинация               |
| Най-добър филмов монтаж            | Най-добър филмов монтаж   | номинация               |
| Най-добър звук                     | Най-добър звук            | номинация               |
| Най-добър грим и прически          | Най-добър грим и прически | номинация               |
| Най-добра режисура                 | Кевин Костнър             | номинация               |
| Най-добър адаптиран сценарий       | Майкъл Блейк              | номинация               |
| Най-добра кинематография           | Дийн Семлър               | номинация               |
| Най-добра филмова музика           | Джон Бари                 | номинация               |
| Най-добър актьор в главна роля     | Кевин Костнър             | номинация               |
| Златен глобус (19 януари 1991 г.)  |                           |                         |
| Най-добър филм – драма             | Най-добър филм – драма    | награда                 |
| Най-добър режисьор                 | Кевин Костнър             | награда                 |
| Най-добър сценарий                 | Майкъл Блейк              | награда                 |
| Най-добра филмова музика           | Джон Бари                 | номинация               |
| Най-добър актьор в драматичен филм | Кевин Костнър             | номинация               |
| Най-добра поддържаща актриса       | Мери Макдонъл             | номинация               |